# Jarayotar (Sindhuli)
Pour les articles homonymes, voir Jarayotar.
Jarayotar (en népalais : जरायोटार) est un comité de développement villageois du Népal situé dans le district de Sindhuli. Au recensement de 2011, il comptait 7 310 habitants.